# Аргіра
Аргіра (рум. Arghira) — село у повіті Сучава в Румунії. Входить до складу комуни Преутешть.
Село розташоване на відстані 336 км на північ від Бухареста, 27 км на південний схід від Сучави, 90 км на захід від Ясс.

## Населення
За даними перепису населення 2002 року у селі проживали 1129 осіб, усі — румуни. Усі жителі села рідною мовою назвали румунську.